# Bambusa arundinacea
Pour les articles homonymes, voir Bambou géant.
Bambou géant
Espèce
Bambusa arundinacea, le bambou géant,  est une espèce de plantes monocotylédones de la famille des Poaceae (graminées), sous-famille des Bambusoideae.
Il est originaire de l'Inde et de la Chine, mais est cultivé dans toutes les régions tropicales.

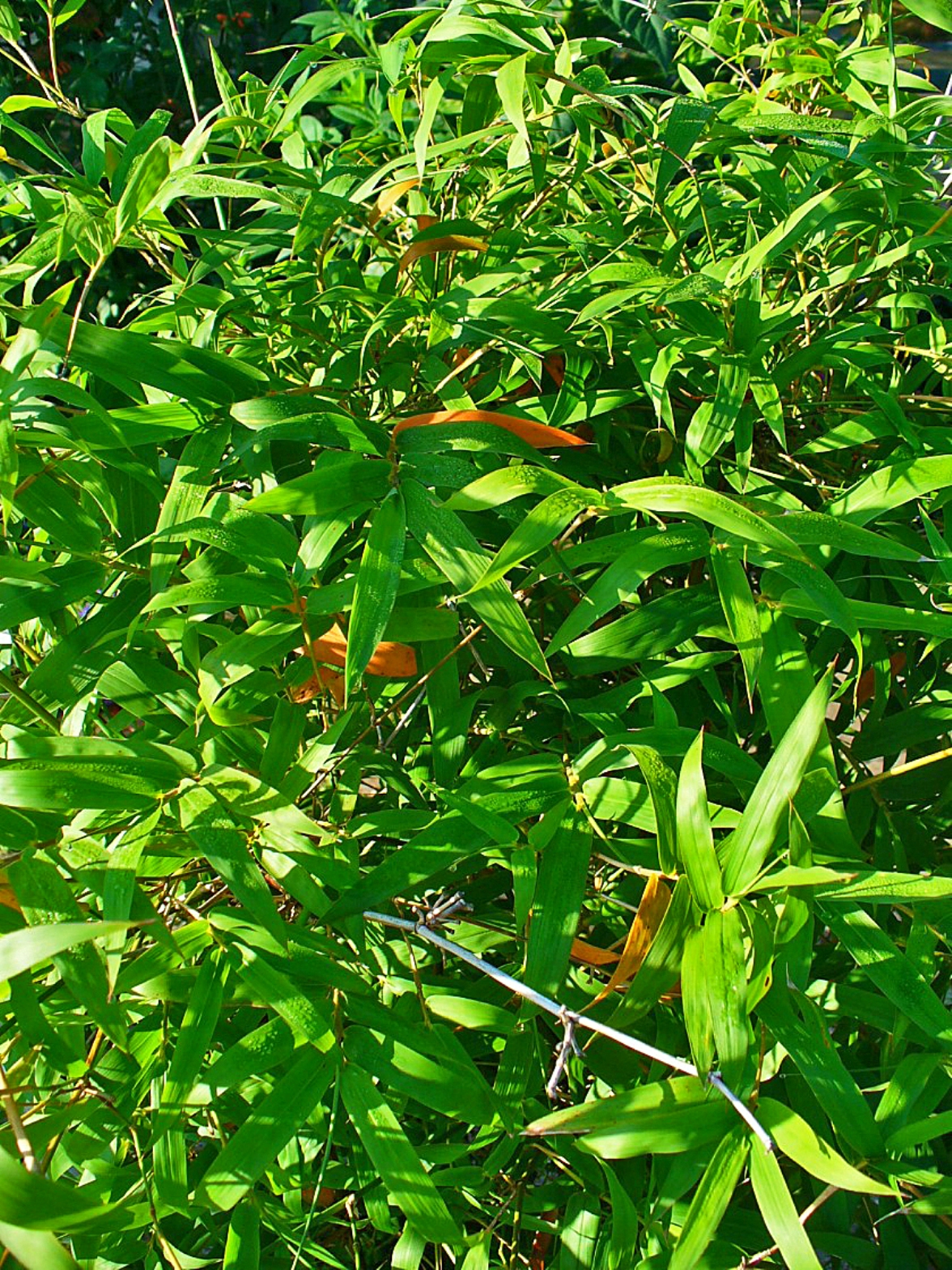
Bambous géants

Il peut atteindre 40 m de haut et 18 cm de diamètre.
Pour certains auteurs, c'est une sous-espèce de Bambusa bambos.